# Albigenserkriget

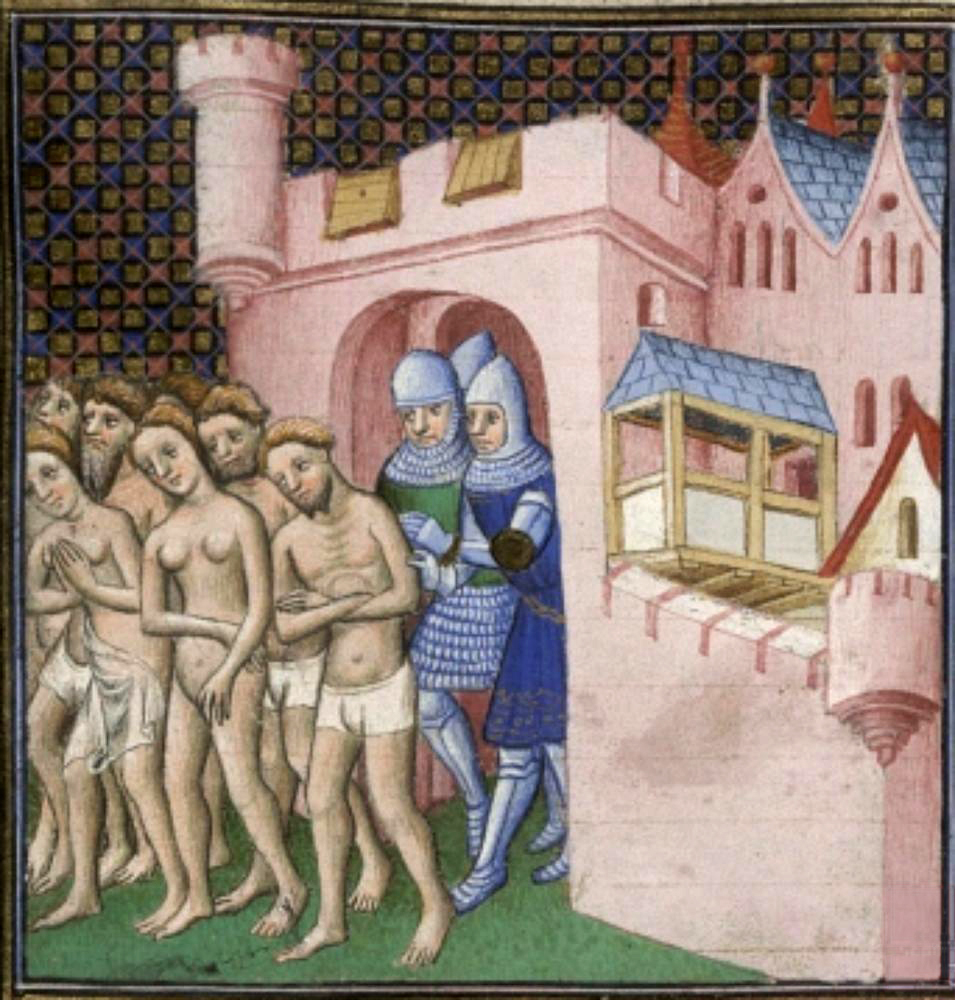
Katarer förvisas ur Carcassonne år 1209.
Illumination på pergament från omkring år 1415.

Albigensierkriget, även känt som det albigensiska korståget (franska: Croisade des albigeois) var en militärpolitisk kampanj mellan 1209 och 1229 påbörjad av påve Innocentius III för att eliminera katarismen i Languedoc (idag södra Frankrike). Korståget genomdrevs främst av den franska kronan och resulterade i en betydande minskning av katarer, en försvagning av den regionala kulturen i Languedoc, och en omstrukturering av Toulouse län inom den franska kronan.
Katarerna härstammade sannolikt från en antimaterialistisk reformrörelse inom de bogomilska kyrkorna på Balkanhalvön som menade att det var nödvändigt med en återgång till det kristna budskapet om perfektion, fattigdom och predikan, kombinerat med ett förkastande av den fysiska världen. Reformerna var en reaktion mot det som katarerna såg som en okristlig livsstil inom det katolska prästerskapets. Katarernas dualistiska teologi, och särskilt deras tro på den fysiska världens inneboende ondska, stod även i konflikt med läran om Kristi inkarnation och katolska sakrament, och katarerna motsatte sig den katolska kyrkans auktoritet. Detta ledde till anklagelser om gnosticism och väckte irritation hos det katolska etablissemanget. Katarerna blev kända som albigenser, då många anhängare var från staden Albi och dess omgivningar på 1100- och 1200-talen. 
Mellan 1022 och 1163 fördömdes katarerna av flera lokala kyrkoråd, varav det sista, som hölls i Tours, förklarade att alla albigenser skulle fängslas och få sin egendom konfiskerad. Det tredje Lateranrådet 1179 upprepade fördömandet. Efter mordet på legaten Pierre de Castelnau 1208, tillsammans med en misstanke att Raymond VI, greve av Toulouse, låg bakom attacken, förklarade Innocentius III ett korståg mot katarerna, och erbjöd katarernas land till varje fransk adelsman som var villig att ta till vapen.
Från 1209 till 1215 upplevde korsfararna stora framgångar, under vilka de erövrade katarernas landområden och systematiskt krossade rörelsen. Från 1215 till 1225 att återerövrades delar av områdena av katarerna under en serie revolter. Territoriet återerövrades och att katarismen gick under jorden 1244. Det albigensiska korståget hade en viktig roll både inom skapandet och institutionaliseringen av både Dominikanorden och den medeltida inkvisitionen. Dominikanerna förkunnade kyrkans budskap och spred det genom att predika kyrkans läror i städer och byar för att stoppa spridningen av kätterier, medan inkvisitionen undersökte människor som anklagades för att lära ut kätterier. På grund av dessa ansträngningar utrotades alla märkbara spår av katarrörelsen i mitten av 1300-talet. Vissa historiker har hävdat att det albigensiska korståget utgjorde ett folkmord.

## Bakgrund
- Början av 1200-talet: Romersk-katolska kyrkans makt och inflytande i Languedoc undergrävs av katarernas framväxt.
- 1206: Greven av Toulouse, Raymond VI, vägrar hörsamma påvens uppmaning att ansluta sig till en riddarorden med uppgift att rensa området.
- 1207: Raymond VI bannlyses av påven.
- 1208: Pierre de Castelnau, medhjälpare till påvens sändebud abbot Arnaud Amaury, mördas av en av grevens riddare. Händelsen utlöser korståget mot Languedoc, och katarerna.

## Krigshändelser
- 1209: Greve Simon de Montfort anfaller Béziers den 21 juli. Stadens invånare nekar till att lämna ut de katarer som gömmer sig i staden. Massakern som följer skördar samtliga invånare, cirka 15 000 män, kvinnor och barn, varav 222 var katarer. Städerna Narbonne och Carcassonne föll därefter för de Montforts styrkor.
- 1213: Efter att greven av Toulouse tagits till fånga av de Montfort, engagerar sig kung Peter av Aragonien i kriget. Han ser sitt inflytande hotat av den nordfranska adelns framgångar i området. I september anfaller han Muret i Toulouse, men blir besegrad och dödad.
- 1215: Städerna Domme och Castelnaudary faller för de Montfort. Prins Louis av Spanien ansluter sig till de Montforts belägring av Toulouse.
- 1215–1225: En allians mot korsfararna bildas bland städerna i området, med Avignon i spetsen.
- 1216: de Montfort besegras i garnisonsstaden Beaucaire och vid Lourdes, men intar efter en lång belägring Toulouse och Bigerre.
- 1217: Raymond VII av Toulouse återintar Toulouse med hjälp av Aragonien.
- 1218: de Montfort dödas av en katapultsten under ytterligare ett försök att inta Toulouse.
- 1224: Katarismen blommar upp igen. Läget tillbaka till situationen före korståget.
- 1226: Ludvig VIII av Frankrike leder ett nytt korståg mot katarerna. Befolkningen är krigstrött, och området erövras i princip utan strid. Avignon håller stånd i tre månader, men faller i september. Hela befolkningen i staden Labécéde massakreras.
- 1229: Greve Raimond VII av Toulouse kapitulerar och ansluter till korståget i jakten på katarerna. Inkvisitionen under ledning av dominikanerna införs i Toulouse.
- 1233: Inkvisitionen utökas till hela Languedoc. Man försöker spåra upp alla katarer; de som hittas torteras och bränns på bål.
- 1233–1240: Brutaliteterna leder till uppror i flera städer; Toulouse, Albi, Narbonne, Cordes.
- 1240: Upprorsledaren Raymond-Roger IV av Trencavel besegras vid Carcassonne. Katarerna flyr.
- 1244: Det sista större katarfästet, borgen Montségur i Pyrenéerna, faller efter en nio månader lång belägring och de kvarvarande 210 katarerna bränns på bål. Händelsen anses vara slutet för katarismen, trots att inkvisitionen fortsätter i bergsbyar under de efterföljande årtiondena.
- 1255: Ett litet isolerat fort, beläget i Quéribus, var länge bortglömt av inkvisitionen, men hittas nu, angrips och intas i augusti.
- 1321: Inkvisitionen verkställer den sista avrättningen av katarer, vilka bränns på bål.